# Tanacetum paczoskii
Tanacetum paczoskii là một loài thực vật có hoa trong họ Cúc. Loài này được (Zefir.) Tzvelev miêu tả khoa học đầu tiên năm 1961.